# Satchelliella narsanica
Satchelliella narsanica är en tvåvingeart som beskrevs av Vaillant och Joost 1983. Satchelliella narsanica ingår i släktet Satchelliella och familjen fjärilsmyggor. Inga underarter finns listade i Catalogue of Life.